# Villa Wille
La villa Wille (italien : Villino Wille) est un bâtiment de style Liberty situé à Rome (Q. V Nomentano).

## Histoire et description
La villa Wille a été construite entre 1906 et 1908 par Ernst Wille (1860-1913), architecte allemand résidant à Rome, pour en faire sa propre résidence.
Le bâtiment, qui se compose de trois étages, est couronné par une tourelle. Il a une structure composite caractéristique, qui n'est pas sans rappeler la Casina delle Civette au sein de la Villa Torlonia.
Dans la maison coexistent des éléments décoratifs de l'architecture méditerranéenne (tels que balcons, loggias, fenêtres à meneaux), ainsi que les références à la tradition architecturale de l'Europe Centrale et de la Sécession viennoise (frises et corniches).
Actuellement, la villa est intérieurement divisée comme suit: sous-sol avec entrée séparée, rez de chaussée, premier étage, deuxième étage et terrasse. Deux cours de brique entourent le bâtiment.